# Constantin von Neurath
Johann Friedrich Albert Constantin Neurath, seit 1791 von Neurath, (* 17. Mai 1739 in Alsfeld; † 30. Oktober 1816 in Rastatt) war ein deutscher Jurist und Reichskammergerichtsassessor.

## Leben
Im Jahre 1758 begann Constantin Neurath das Studium der Rechtswissenschaften, welches er an den Universitäten in Gießen und Göttingen absolvierte. Nach Abschluss des Studiums arbeitete Neurath zunächst fünf Jahre am Reichskammergericht in Wetzlar, wo er erste praktische Erfahrungen sammeln konnte. Im Jahre 1768 begann seine Tätigkeit als Kanzleibeamter des Grafen von Isenburg in Büdingen. 1776 folgte seine Ernennung zum Rat am Oberappellationsgericht in Darmstadt. König Friedrich der Große präsentierte Neurath 1780 namens des Niederrheinisch-Westfälischen Kreises am Reichskammergericht, wo er nach einer schwierigen Probearbeit 1782 als  Assessor ins Kollegium eintrat. Nach der Auflösung des Reichskammergerichts 1806 trat von Neurath in die Dienste des Großherzogs von Baden. Er starb 1816 als badischer Geheimrat und Hofgerichtspräsident in Rastatt. 

## Familiärer Hintergrund
Constantin Neuraths Vater war ein Ratsherr des Grafen von Leiningen. Spätestens 1791 wurde Neurath durch den König von Preußen nobilitiert. Im Kameralkalender von 1791 wird sein Name als von Neurath ausgewiesen. Sein Sohn Constantin Franz Fürchtegott von Neurath (1777–1817) war der Stammvater des württembergischen  Adelsgeschlechts von Neurath, aus dem einige hochrangige Beamte und Minister hervorgingen. Im Jahre 1851 erfolgte die Erhebung des späteren Geheimratspräsidenten Constantin von Neurath in den erblichen württembergischen Freiherrenstand.